# Audiovent
Audiovent war eine 1999 in Calabasas (Kalifornien, USA) unter dem Namen Vent gegründete US-amerikanische Rockband.
Bei der Gründung bestand die Band noch aus Jason Boyd (Sänger; Bruder von Brandon Boyd von Incubus), Benjamin Einziger (Gitarrist, Bruder von Mike Einziger von Incubus) und Paul Fried. Später schloss sich Jamin Wilcox als Schlagzeuger der Band an.
Nach eigener Aussage gehörten zu den Einflüssen der Band in der Anfangszeit Nirvana, Die Beatles und Led Zeppelin, später seien auch Pink Floyd und frühe Werke von David Bowie dazugekommen.
Sie tourten unablässig an den Küsten Kaliforniens.
2001 einigten sie sich mit Atlantic Records auf einen Vertrag und begannen gemeinsam mit Produzent Gavin Mackillop mit der Aufnahme ihres ersten Albums Dirty Sexy Knights In Paris, wobei sie schon offiziell unter dem Namen Audiovent bekannt waren. Das Album platzierte sich im Jahr 2002 auf Platz 156 in den Billboard Charts. 2004 folgte die Trennung.